# 英国映画協会
英国映画協会（えいこくえいがきょうかい、British Film Institute、BFI）は、1933年（昭和8年）にイギリス国内の映画促進（教育上の役割を含む）を目的として設立された。この種の機関では世界最古の一つである。

## 概要
会員の会費と政府からの直接の助成金によって事業資金をまかない、国立映画テレビアーカイヴ、国立フィルムシアター、及びロンドンのサウスバンクのムーヴィング・イメージ博物館の経営を行うほか、『サイト・アンド・サウンド』誌を発行している。
また、教育部門とライブラリーを運営し、教師や映画研究者のためにサービスを提供し、独自の配給ライブラリーから映画を配給するだけでなく、地方映画館ネットワークに対しても責任を負っている。
イギリス国内の映画の役割と地位についての議論に対し、重要な発言権を持っている。
アメリカン・フィルム・インスティチュート（AFI）は英国映画協会に部分的に準拠して設立された。